# Coût salarial unitaire
Le coût salarial unitaire rapporte le coût horaire de la main-d'œuvre à la productivité horaire du travail.
Le coût de l'emploi d'un salarié par l'employeur inclut le salaire brut et les cotisations patronales. Le coût salarial unitaire correspond au coût salarial total (salaire moyen par tête x nombre de salariés) divisé par les quantités produites.

## Rapport à la productivité
Un coût salarial élevé n'est pas un obstacle à la compétitivité si le coût par unité produite reste bas grâce à une productivité du travail élevée.
Si le salaire moyen par tête augmente moins fortement que la productivité du travail par tête, le coût salarial unitaire diminue. Inversement si le salaire moyen par tête augmente plus fortement que la productivité par tête, le coût salarial unitaire augmente.